# ネバーギブアップ
ネバーギブアップは、かつて活動していた日本のお笑いコンビ。かつて所属していた事務所はライジング・アップ（2023年12月3日まで）。体力・お金持ち担当の女子プロレス団体・スターダム出身の現役女子プロレスラーHARUKAZE（8年間シングルマッチ連敗中）と、知力・サブカル担当の国立名古屋大学出身の高学歴おおのまりあからなる。2019年、コンビ結成。愛称及び略称は「ネバー」。

## メンバー
- HARUKAZE（はるかぜ、1989年2月5日（36歳） - ）
ボケ担当、立ち位置は向かって左。
本名は、加藤 悠（かとう はるか）。
神奈川県横浜市出身、横浜英和女学院高等学校・駒澤大学卒業。
身長154cm、体重51kg。BWHはそれぞれ87・64・88。血液型AB型。
ワタナベコメディスクール28期生。
趣味はアプリゲームへの課金。これまでの課金総額は4,000万円。新作アプリゲームをリリース日には必ずプレイしており、どのゲームにも感謝代として1万円課金している。謎解きや脱出ゲームは100回以上プレイする。マーダーミステリーは150回以上プレイしており、リリース前のテストプレイに多数参加している。人狼ゲームは200回以上プレイ、ネット番組などにも多数参加している。モンスターハンターはファミ通の攻略本製作に携わった経験がある。
特技は腕ひしぎ十字固め、チョークスリーパー三点倒立、エアプロレス、激辛料理を完食できる。
秘書検定2級の資格を所持している。
バラエティー番組『アウト×デラックス 』で「偏見が強すぎて世を忍ぶ仮の姿で生活しているレスラー」としてアウトな三刀流として紹介される[2]。お笑いコンビ「ネバーギブアップ」の顔。全く試合に勝てないプロレスラーの顔、親はお金持ちでHARUKAZE自身も、みなとみらいなどにマンションを持つお金持ちの顔。母は元タレントで歌手の清水節子で起業家として巨万の富を得た[3][4][5]。父は貸しビル業を営んでおり、裕福な家庭環境で育ち[6]、また父から20憶のビルを生前贈与として受け取っている[5][7]。番組内で自分がプロレスラー・芸人になった理由を「お金持ちに見られたくないから」と話した。なぜならお金持ちであることがバレると、友だちが食事の時に自分の財布から勝手に食事代を払ったり、彼氏がマンションに執着するなど良いことが無いからなどと話した。そしてお金持ちに見られないようにするためキャラクター物の衣服を着たり、「ラーメン二郎」でマシマシを食べたりしている。母親が友人というつながりで千葉真一に可愛がられていたと話した[8]。
覆面女子レスラーHARUKAZEは、加藤悠の「生き別れた妹で、双子」ということになっている[9][10]。
戦績は0勝400敗、8年間連敗中[7]。
自宅は西麻布、総資産額25億円[11]。
元カレはコウメ太夫。2017年8月29日の週刊誌「FLASH」にデートしているところをスクープされた。『じっくり聞いタロウ〜スター近況（秘）報告〜』に出演したときに復縁を求められたが、断ったと話す[12]。

- おおの まりあ（1990年7月14日（34歳）[13] - ）　
ツッコミ・ネタ作り担当、立ち位置は向かって右。
愛知県[13]刈谷市出身[14]、名古屋大学経済学部卒業[15][14]。
身長165cm[16]、血液型B型[13]。
東京アナウンス学院出身。
高校生時代からのあだ名は、まりあ → まりりん → マリリン・モンロー → モンロー → モンちゃん[14]。
趣味は鯨グッズ収集[17]、ギター、自己啓発書読書、円周率暗唱、旅行（日本の47都道府県すべて行ったことがある）[18]。釣り堀でアルバイトをしていた[17]。
特技は球技全般、高速タイピング(WPM300以上、データ入力バイト歴8年)[16]
書道（特待生）・漢字検定準2級の資格、普通自動車免許を所持している。
モーニング娘。、AKB48、乃木坂46、櫻坂46（欅坂46）、日向坂46などアイドルファン[19][17]。
芸人ではラーメンズのファン[14]。好きな芸人は山里亮太（南海キャンディーズ）[20]。
喋る仕事がしたく、日本に貢献できる形で喋る仕事として、政界入りして総理大臣になることを目指していた。議員について活動していたこともあったが、今やる仕事ではないと思い、人を笑顔にすることが好きなことからタレントを目指すようになった[15][1]。
東京アナウンス学院時代から「大野くじら」の芸名で活動していたが[21]、2015年にアイドル鳥越とコンビ「HENHEN事変」を結成。2016年ホリプロコムにスカウトされ、所属[22]。その後外見がマネージャーみたいとよく言われることから、2017年から芸名を「マネージャー大野」に変更した[23]。しかし同年中には芸名を現在の「おおのまりあ」に変更する[24]。2019年4月解散[1]。
男性に見える風貌が特徴で、元相方・鳥越の母親にも男性と間違われたことがある[23]。また「眼鏡にスーツ」という風貌から、「アウト×デラックス」出演時にはマツコ・デラックスから「HARUKAZEの実家の会社の経理」と。「ありえへん∞世界」出演時には村上信五から「テレビ東京の研修社員」と言われた[1]。
推しアイドルは高山一実、田村保乃、佐々木久美。アンゴラ村長（にゃんこスター）とは、乃木坂46が好きという繋がりで共にイベントへ出向くことがある[25]。
2024年1月13日に芸名を「ベスト大野」に改名したことを発表[26]。

## 来歴
おおのがHENHEN事変を解散後、Twitterで相方募集の旨をツイートする。同時期に相方を探していたHARUKAZEが、おおのまりあのツイートを見て応募する。初対面だったが漫才のように会話が弾み、その場で互いの気持ちが1つとなった。おおのにとってHARUKAZEが現役のプロレスラーであり、本気でお笑いと両立できるかなどの懸念があったが、HARUKAZEの真剣さにおおのが応える形で、2019年6月にコンビを結成。
201911月からライジング・アップの「2nd Team」所属扱いとなり、2020年11月に「1st Team」に本所属した。
2023年12月3日を以て、マントフフと共にライジング・アップを退所することを発表。その27日後の同年12月30日に解散を発表。二人とも芸人としての活動は続ける意向である。
2024年4月から、HARUKAZEはもう一度お笑いの勉強をするためとしてNSC（吉本総合芸能学院）へ入学することを発表した。

## 芸風
漫才・コント共に行う。HARUKAZEがプロレスラーということもあり、プロレス技を用いたネタがある。
ヒールメイクを施した悪役レスラーに扮して、短いコントとプロレスを行う「ショートプロレス」というネタを持つ。ただ、プロレスに寄せすぎたネタだと特にプロレスに詳しくない一般のお客さんに伝わらないことも考えられるということから舞台によってはネタを調整し、漫才ではHARUKAZEのお金持ちエピソードやズボラな性格をイジることもある。

## 出演

### テレビ
- 『アウト×デラックス 』(フジテレビ)[35]
- 『じっくり聞いタロウ』(テレビ東京)
- 『ウチのガヤがすみません!』(日本テレビ) - おおのまりあ のみ
- 『キミスタ』(テレビ東京) - おおのまりあ のみ
- 『カンニングの恋愛中毒』(BSフジ) - おおのまりあ のみ
- 『踊る!さんま御殿!!』(日本テレビ)[33]

### インターネット放送
- 『お願い! マンピンコン』(AbemaTV) - おおのまりあ のみ
- 『スピードワゴンの月曜 The NIGHT』(AbemaTV) - おおのまりあ のみ
- 『鬼三村〜ダメ後輩達よ、面白くあれ‼ 〜』(Hulu) - おおのまりあ のみ

### ラジオ
- 『おおのまりあ・アキラの【ラジオ⊿ 坂の途中】』（stand.fm) - おおのまりあ のみ　　https://stand.fm/channels/6082635beeca46c0ab6de32a
- 『サンドウィッチマンの天使のつくり笑い』(NHKラジオ第1放送) - おおのまりあ のみ
- 『ひるどき情報ちば』(NHK 千葉放送局・FM)
- 『はみだし しゃべくりラジオ キックス』(山梨放送ラジオ)

### 映画
- 『あさひなぐ』 - おおのまりあ のみ

## M-1グランプリ
| 年度             | 結果      | エントリー No. |
| ---------------- | --------- | -------------- |
| 2021年（第17回） | 1回戦敗退 | 4443           |

## 女芸人No.1決定戦 THE W
| 年度            | 結果      | エントリー No. |
| --------------- | --------- | -------------- |
| 2021年（第5回） | 2回戦進出 |                |